# Liste der Straßen und Plätze in Blasewitz

Lage der Gemarkung Blasewitz in Dresden

Die Liste der Straßen und Plätze in Blasewitz beschreibt das Straßensystem im Dresdner Stadtteil Blasewitz mit den entsprechenden historischen Bezügen. Aufgeführt sind Straßen, die im Gebiet der Gemarkung Blasewitz liegen. Kulturdenkmale in der Gemarkung Blasewitz sind in der Liste der Kulturdenkmale in Blasewitz aufgeführt.
Blasewitz gehört zum gleichnamigen Stadtbezirk und liegt der östlich der Innenstadt.

## Legende
Die nachfolgende Tabelle gibt eine Übersicht über die vorhandenen Straßen und Plätze im Ortsteil sowie einige dazugehörige Informationen. Im Einzelnen sind dies:
- Name/Lage: Aktuelle Bezeichnung der Straße oder des Platzes sowie unter ‚Lage‘ ein Koordinatenlink, über den die Straße oder der Platz auf verschiedenen Kartendiensten angezeigt werden kann. Die Geoposition gibt dabei ungefähr die Mitte der Straße an.
- Länge/Maße in Metern: Die in der Übersicht enthaltenen Längenangaben sind nach mathematischen Regeln auf- oder abgerundete Übersichtswerte, die in Google Earth mit dem dortigen Maßstab ermittelt wurden. Sie dienen eher Vergleichszwecken und werden, sofern amtliche Werte bekannt sind, ausgetauscht und gesondert gekennzeichnet. Bei Plätzen sind die Maße in der Form a × b dargestellt. Der Zusatz ‚im Stadtteil‘ bzw. ‚im Ortsteil‘ gibt an, wie lang die Straße innerhalb des Stadt-/Ortsteils ist, sofern sie durch mehrere Stadt-/Ortsteile verläuft.
- Namensherkunft: Ursprung oder Bezug des Namens.
- Jahr der Benennung: Zeitpunkt, zu dem die Straße ihren heute gültigen Namen erhielt (sofern bekannt).
- Anmerkungen: Weitere Informationen bezüglich anliegender Institutionen, der Geschichte der Straße, historischer Bezeichnungen, Baudenkmalen usw.
- Bild: Foto der Straße.

## Straßenverzeichnis
| Name/Lage                       | Länge/Maße           | Namensherkunft                                                                         | Jahr der Benennung | Anmerkungen | Bild |
| ------------------------------- | -------------------- | -------------------------------------------------------------------------------------- | ------------------ | --- | ---- |
| Am Schillergarten Lage          | 285 m                | Ihren Namen erhielt der Weg weil sich dort die Schillergärten befanden                 |                    | |      |
| Angelsteg Lage                  | 210 m                | Wurde früher von vielen Anglern benutzt                                                | 1870               | |      |
| Barteldesplatz Lage             | 85 m                 | Name entstand durch den früheren Blasewitzer Gemeinderatsmitglied Karl Louis Barteldes | 1882               | |      |
| Berggartenstraße Lage           | 1000 m               | Stammt von der Flurstücksbezeichnung in diesem Gebiet                                  | 1870               | Das Teilstücke in Neugruna wurde 1907 in Simrockstraße umbenannt                                                         |      |
| Brucknerstraße Lage             | 555 m                | Erhielt den Namen nach dem österreichischen Komponisten Anton Bruckner                 | 1937               | Hieß früher Baumschulstraße                                                                                              |      |
| Draesekestraße Lage             | 300 m                | Name stammt von den Komponisten und Musikschriftsteller Felix Draeseke                 | 1926               | Trug ursprünglich den Namen Dobritzer Straße                                                                             |      |
| Eichstraße Lage                 | 345 m                | Hier befanden sich Eichgärten                                                          | 1870               | |      |
| Fährgässchen Lage               | 65 m                 | Erinnert an die Blasewitzer Fähre                                                      | 1870               | Hieß früher Fährgasse |      |
| Ferdinand-Avenarius-Straße Lage | 145 m                | Erhielt ihren Namen nach dem Dichter und Kulturpädagogen Ferdinand Avenarius           | 1926               | Nach dem Zweiten Weltkrieg wurde die Straße als Abstellplatz für den Blasewitzer Busbahnhof genutzt                      |      |
| Forsthausstraße Lage            | 200 m                | Erinnert an das Blasewitzer Forsthaus                                                  | 1876               | |      |
| Frankenstraße Lage              | 475 m                | Es soll an die deutschen Volksstämme erinnern                                          | 1893               | Wurde früher Franken-Allee genannt                                                                                       |      |
| Friedensplatz Lage              | 340 m                | Es soll an den Sieg Deutschlands im Deutsch-Französischen Krieg erinnern               | 1873               | Wurde damals als Mittelpunkt eines neuen Villenviertels angelegt                                                         |      |
| Fuchsstraße Lage                | 130 m                | Erhielt den Namen durch Albert Fuchs                                                   | 1938               | Wurde zunächst ab 1882 Dampfschiffstraße genannt                                                                         |      |
| Gautschweg Lage                 | 245 m                | Verdankt seinen Namen Carl Friedrich Constantin Gautsch                                |                    | Wurde bis zur Eingemeindung Wiesenstraße genannt                                                                         |      |
| Goetheallee Lage                | 1400 m               | Name entstand durch den Dichter Johann Wolfgang von Goethe                             | 1949               | Hieß bis 1949 Emser Allee                                                                                                |      |
| Händelallee Lage                | 670 m                | Mit der Namensgebung soll der Komponist Georg Friedrich Händel geehrt werden           | 1946               | Hieß früher Marschall-Allee                                                                                              |      |
| Hans-Böhm-Straße Lage           | 160 m                | Wurde nach dem Musikwissenschaftler Hans Böhm benannt                                  | 2004               | Hieß zunächst 1870 Weinbergstraße, 1926 wurde sie in Nicodéstraße umbenannt                                              |      |
| Heinrich-Schütz-Straße Lage     | 425 m                | Wurde nach den Komponisten Heinrich Schütz benannt                                     | 1932               | Hieß 1872 Bahnhofstraße da sich hier ein Straßenbahnhof befand, die Straße wurde dann 1926 in Wasserturmstraße umbenannt |      |
| Hüblerstraße Lage               | 730 m (im Ortsteil)  | Erinnert an den früheren Dresdner Bürgermeister Balthasar Hübler                       | 1926               | Hieß 1861 Striesenergasse, wurde 1862 in Striesener Straße umbenannt                                                     |      |
| Jüngststraße Lage               | 500 m                | Der Name stammt von den Komponisten und Dirigenten Hugo Richard Jüngst                 | 1926               | Bis zur Eingemeindung des Stadtteils wurde sie Südstraße genannt                                                         |      |
| Justinenstraße Lage             | 240 m                | Wurde nach Johanne Justine Renner benannt                                              | 1926               | Hieß von 1870 bis 1926 Hainstraße                                                                                        |      |
| Karasstraße Lage                | 85 m                 | Bekam ihren Namen durch Nicolaus Karas                                                 | 1898               | |      |
| Käthe-Kollwitz-Ufer Lage        | 1280 m (im Ortsteil) | Der Name entstand durch die Graphikerin und Bildhauerin Käthe Kollwitz                 | 1945               | Hieß davor Hindenburgufer                                                                                                |      |
| Königsheimplatz Lage            | 260 m                | Erhielt seinen Namen nach dem sächsischen Regierungsrat Arthur Willibald Königsheim    | 1921               | Entstand im Zusammenhang mit der Entwicklung des Blasewitzer Villenviertels                                              |      |
| Kretschmerstraße Lage           | 520 m                | Erinnert an den Komponisten und Dirigenten Edmund Kretschmer                           | 1921               | Wurde bis zur Eingemeindung Prohliser Straße genannt                                                                     |      |
| Loschwitzer Straße Lage         | 1300 m               | Name stammt vom angrenzenden Stadtteil Loschwitz                                       | 1863               | Bildete im 19. Jahrhundert die wichtigste Verbindung zwischen Blasewitz und der Innenstadt                               |      |
| Lothringer Weg Lage             | 615 m                | Name stammt von der französischen Region Lothringen                                    | 1870               | Wurde zur Bebauung des Waldparks gebaut                                                                                  |      |
| Mendelssohnallee Lage           | 780 m                | Wurde nach dem Philosophen Moses Mendelssohn benannt                                   | 1945               | Wurde nach 1870 als Deutsche-Kaiser-Allee angelegt                                                                       |      |
| Naumannstraße Lage              | 405 m                | Erhielt den Namen des Komponisten Johann Gottlieb Naumann                              | 1864               | Wurde im 19. Jahrhundert zeitweise Auenstraße genannt                                                                    |      |
| Oehmestraße Lage                | 430 m                | Den Namen verdankt die Straße dem Kunstmaler Ernst Ferdinand Oehme                     | 1926               | Wurde bis zur Eingemeindung als Seidnitzer Straße bezeichnet                                                             |      |
| Polenzstraße Lage               | 515 m                |                                                                                        |                    | Hier lebte der Ehrenobermeister von Dresden                                                                              |      |
| Prellerstraße Lage              | 745 m                | Erinnert an den Professor für Landschaftsmalerei Friedrich Preller                     | 1926               | Wurde bis zur Eingemeindung Friedrich-August-Straße genannt                                                              |      |
| Regerstraße Lage                | 850 m                | Benannt nach dem deutschen Komponisten Max Reger                                       |                    | Ursprünglich wurde die Straße Johannstraße genannt                                                                       |      |
| Reinhold-Becker-Straße Lage     | 595 m                | Erinnert heute an den weitgehend vergessenen Musiker Reinhold Becker                   |                    | War früher die Straße am Rande des Dorfkerns                                                                             |      |
| Schillerplatz Lage              | 340 m                | Erinnert an den Dichter Friedrich Schiller                                             | 1860               | Entstand an Stelle des früheren Blasewitzer Dorfplatzes                                                                  |      |
| Sebastian-Bach-Straße Lage      | 485 m                | Wurde nach dem Komponisten Johann Sebastian Bach benannt                               | 1926               | Wurde bis zur Eingemeindung Sommerstraße genannt                                                                         |      |
| Thielaustraße Lage              | 195 m                | Ihren Namen erhielt sie nach Heinrich Erdmann August von Thielau                       |                    | Befindet sich an der Flurgrenze zwischen Blasewitz und Striesen                                                          |      |
| Tolkewitzer Straße Lage         | 1160 m (im Ortsteil) | Name stammt vom angrenzenden Stadtteil Tolkewitz                                       | 1912               | Trug auf Tolkewitzer Flur den Namen Blasewitzer Straße                                                                   |      |
| Vogesenweg Lage                 | 530 m                | Benannt nach einem Gebirgszug im Elsass                                                | 1926               | Bis 1926 trug die Straße den Namen Elsasser Weg                                                                          |      |
| Wägnerstraße Lage               | 735 m                | Wurde nach Johann Wilhelm Ernst Wägner benannt                                         |                    | |      |
| Waldparkstraße Lage             | 345 m                | Ihren Namen erhielt sie wegen des Blasewitzer Waldparks                                |                    | |      |